# 酒井忠道
酒井 忠道（さかい ただひろ / ただみち）は、江戸時代中期から後期の大名。播磨姫路藩第3代藩主。雅楽頭系酒井家16代。

## 生涯
第2代藩主酒井忠以の長男。寛政2年（1790年）、12歳の時に父の死により家督を継ぐ。この頃、姫路藩では財政窮乏のため、藩政改革の必要性に迫られており、文化5年（1808年）には藩の借金累積が73万両に及んでいた。父・忠以も河合道臣（寸翁）を登用して藩政改革に臨んだが、藩内の反対派によって改革は失敗し、道臣は失脚した。しかし忠道は再度、道臣を登用して藩政改革に臨んだ。
文化7年（1810年）には「在町被仰渡之覚」を発表して藩政改革の基本方針を定め、領民はもちろん、藩内の藩士全てに改革の重要性を知らしめた。まず、道臣は飢饉に備えて百姓に対し、社倉という食料保管制度を定めた。町民に対しては冥加銀講という貯蓄制度を定めた。さらに養蚕所や織物所を藩直轄とすることで専売制とし、サトウキビなど希少で高価な物産の栽培も奨励した。
道臣は特に木綿の栽培を奨励していた。木綿は江戸時代、庶民にとって衣服として普及し、その存在は大変重要となっていた。幸いにして姫路は温暖な天候から木綿の特産地として最適だったが、当時は木綿の売買の大半が大坂商人に牛耳られていた。道臣ははじめ、木綿の売買権を商人から取り戻し藩直轄するのに苦慮したが、幸運にも忠道の八男・忠学の正室が第11代将軍・徳川家斉の娘・喜代姫であったため、道臣は家斉の後ろ盾を得て、売買権を藩直轄とすることができた。この木綿の専売により、姫路藩では24万両もの蓄えができ、借金を全て弁済するばかりか、新たな蓄えを築くに至った。
文化11年（1814年）、38歳で弟の忠実に家督を譲って隠居し、天保8年（1837年）に61歳で死去した。
　

## 年譜
- 1777年（安永6年）：生まれ
- 1790年（寛政2年）：酒井家相続（9月3日）
- 1814年（文化11年）：隠居（9月30日）
- 1837年（天保8年）：死去、享年61

## 官歴
- 1790年（寛政2年） ：従五位下雅楽頭
- 1791年（寛政3年） ：従四位下
- 1814年（文化11年）：主計頭、備前守